# Methacryloylchlorid
Methacryloylchlorid oder 2-Methyl- 2-propenoylchlorid ist wie das verwandte Acryloylchlorid eine α,β-ungesättigte Carbonylverbindung und als Chlorid der Methacrylsäure bzw. als Carbonsäurechlorid und funktionales Alken besonders reaktiv.
Mit Wasser reagiert Methacryloylchlorid heftig unter Bildung von Methacrylsäure und Salzsäure und polymerisiert bei Temperaturerhöhung spontan.
Wegen seiner Giftigkeit, Entzündbarkeit und Korrosivität muss Methacryloylchlorid (wie Acryloylchlorid) mit großer Vorsicht gehandhabt werden.

## Herstellung
Methacrylsäure reagiert mit anorganischen Säurechloriden, wie Thionylchlorid (Ausbeute 58–70 %), Phosphortrichlorid (keine Angabe der Ausbeute) oder mit organischen Säurechloriden, wie Benzoylchlorid (Ausbeute 85–90 %) bzw. in 65%iger Ausbeute zu Methacryloylchlorid, dessen destillative Reinigung in Gegenwart von Polymerisationsinhibitoren wie  Kupfer(I)-chlorid oder Hydrochinon durchgeführt wird.

## Eigenschaften
Methacryloylchlorid ist eine klare, farblose, leicht flüchtige Flüssigkeit mit stechendem Geruch, deren  Dämpfe tränenreizend und leicht entzündlich sind und mit Luft explosionsfähige Gemische bilden.
In Wasser hydrolysiert Methacryloylchlorid in stark exothermer Reaktion zu Methacrylsäure und Salzsäure und wirkt sehr giftig beim Einatmen, korrosiv und ätzend und sensibilisierend bei Hautkontakt.
Methacryloylchlorid muss daher in fest verschlossenen, lichtundurchlässigen Gefäßen trocken bei 2–8 °C gelagert und wegen seiner Polymerisationsneigung mit wirksamen Mengen eines Polymerisationsinhibitors, z. B. 200 ppm Butylhydroxytoluol (BHT), 400 ppm Hydrochinonmonomethylether (MEHQ) oder 200 ppm Phenothiazin stabilisiert werden.

## Anwendungen

### Reaktionen mit niedermolekularen Verbindungen
Methacrylsäurechlorid eignet sich wegen seiner Reaktivität gegenüber Nucleophilen zur Bildung von Methacrylsäureestern und -amiden und zur Einführung der Methacryloylgruppe als polymerisierbare Einheit in hydroxyl-, mercapto- und aminogruppentragende niedermolekulare Verbindungen und in Polymere im Sinne polymeranaloger Reaktionen.
Methacrylsäureester werden in brauchbaren bis hohen Ausbeuten (74–98 %) bei der Reaktion von Methacryloylchlorid mit höheren aliphatischen Alkoholen und Phenolen in Gegenwart von Molekularsieben erhalten.
Mit Dimethylaminoalkanolen, wie z. B. Dimethylaminoethanol (DMAE), oder den längerkettigen Homologen 6-Dimethylaminohexanol oder 10-Dimethylaminodecanol werden die entsprechenden Methacrylsäureester gebildet, die als funktionale Comonomere mit pH-abhängiger Ladung (–NH2 + H+ → –NH3+) von Interesse sind.
Methacryloylchlorid reagiert mit Monoethanolamin-Hydrochlorid in Tetrahydrofuran in 81%iger Ausbeute zu dem Ester 2-Aminoethylmethacrylat-Hydrochlorid, einem weißen, kristallinen Feststoff. Mit dem freien Amin Monoethanolamin hingegen reagiert Methacryloylchlorid in Methanol und in Gegenwart von Triethylamin bzw. wässr. Kaliumhydroxid zu dem Amid N-(2-Hydroxyethyl)methacrylamid (HEMAm), einer farblosen Flüssigkeit.
Hydrophile Methacrylsäureester und -amide eignen sich als Monomere und Comonomere für hydrophile Polymere, die sich durch gute Bioverträglichkeit auszeichnen.
So erweisen sich Polysulfon-Membranen, auf die hydrophile Methacrylamide – durch Umsetzung von Methacryloylchlorid mit einer Reihe hydrophiler Amine erhalten – aufgepfropft wurden z. T. als besonders resistent gegenüber Proteinadhäsion, der Hauptursache für das in der Praxis außerordentlich problematische Membranfouling.
Methacryloylchlorid dimerisiert bei längerem Stehen, auch bei niedrigen Temperaturen, in einer oxa-Diels-Alder-Reaktion zu einem Dihydropyran-Derivat, das beim Stehen an feuchter Luft zur 2,5-Dimethyl-2-hydroxyadipinsäure – einer weißen, kristallinen und wasserlöslichen Verbindung – hydrolysiert wird.
Mit Spuren von Lewis-Säuren isomerisiert das Dimere zu einem Gemisch von 2-Oxocyclopentancarbonylchloriden.

### Polymeranaloge Reaktionen
Ein Grenzfall einer polymeranalogen Reaktion ist die Umsetzung von Methacryloylchlorid mit Polyethylenglycolmonoethern (MPEGs), bei der die endständige Hydroxygruppe des linearen MPEGs zu einem Methacrylat-Makromonomer funktionalisiert wird.
Copolymere der erhaltenen Makromonomeren mit Methacrylsäureestern adsorbieren aus wässriger Lösung an Oberflächen von hydrophobe Polymeren, wie Polyolefine, z. B. LDPE oder (Meth)acrylate. Sie reduzieren die Proteinadsorption und lösen adsorbierte Proteine von Polymeroberflächen ab.
Die hohe Reaktivität des Methacryloylchlorids ermöglicht den Einbau von Methacrylatgruppen in freie hydroxyl- und aminogruppentragende Polymere, wie z. B. Polyvinylalkohol, Poly(2-hydroxyethylmethacrylat) (PolyHEMA) (folgende Reaktionsgleichung) oder Gelatine.
Die durch polymeranaloge Umsetzung erhaltenen methacrylatmodifizierten hydrophilen Polymere können mit UV-Licht vernetzt werden und bilden Hydrogele, die wegen ihrer relativ guten Biokompatibilität für weiche Kontaktlinsen, Implantate, Wirkstoffdepots oder als Gerüstmaterial Verwendung finden.

### Homo- und Copolymere
Freie radikalische Polymerisation von Methacryloylchlorid führt zu Poly(methacryloylchlorid), einer festen, farblosen und leicht klebrigen Substanz, die leicht mit Alkoholen und Aminen in polymeranalogen Reaktionen zu den entsprechenden Poly(methacrylaten) und Poly(methacrylamiden) umgesetzt werden kann. Allerdings konnte nur in Cyclohexan und n-Hexan eine brauchbare Polymerausbeute (45 %) mit sehr hohem Polymerisationsgrad erzielt werden.
Die radikalische Polymerisation von Methacryloylchlorid mit anderen Alkenmonomeren verläuft in Substanz oder in Lösung zu Copolymeren, aus denen durch polymeranaloge Umsetzungen an den Säurechloridgruppen funktionalisierte Makromoleküle mit besonderen (z. B. optischen) Eigenschaften zugänglich sind.
1. Radikalische Copolymerisation
Methacryloylchlorid kann z. B. mit Methylmethacrylat copolymerisiert werden. Die erhaltenen Copolymere können anschließend in einer polymeranalogen Reaktion an der eingeführten Säurechloridgruppe mit nicht-linear optischen (NLO) Chromophoren, in diesem Fall mit funktionellen Azobenzol-Derivaten, zu Copolymeren mit NLO-Eigenschaften für optische Bauelemente funktionalisiert werden.
2. RAFT Copolymerisation
Auch durch RAFT-Polymerisation von Methacryloylchlorid mit Alkenen, wie  z. B. Styrol und Kettenübertragungsmitteln (englisch chain transfer agent, CTA), wie z. B. S-Dodecyl-S’-(α’-dimethyl-α’’-essigsäure)trithiocarbonat (DDMAT), können definierte Copolymere dargestellt werden.